# Elecciones provinciales de los Países Bajos de 2019
Las elecciones provinciales de los Países Bajos se llevaron a cabo el 20 de marzo de 2019. Los votantes eligieron a los miembros de los Estados Provinciales de cada una de las provincias de los Países Bajos.
Estas elecciones se hicieron el mismo día que las elecciones para las Juntas de Agua y para los consejos isleños del Caribe Neerlandés.
A su vez, los miembros de cada uno de los Estados Provinciales elegirán a los 75 miembros del Senado, la cámara alta de los Estados generales de los Países Bajos en la elección para el Senado el 27 de mayo de 2019.
Las elecciones dieron la victoria al FvD, partido euroescéptico creado en 2016, siendo la primera vez desde 1917 que un partido nuevo supera a las tradicionales corrientes de la política de los Países Bajos (confesionales, liberales y socialdemócratas). A partir de estos resultados, las proyecciones estiman una pérdida de la mayoría en el Senado para la coalición de Gobierno comandada por Mark Rutte, ya que caería a 31 escaños, por debajo de los 38 necesarios para obtenerla.

### Brabante Septentrional

Estado Provincial de Brabante Septentrional

## Resultados

### Votos y escaños totales
|  | 14.53 % |

|  | 13.99 % |

|  | 11.07 % |

|  | 10.76 % |

|  | 8.52 % |

|  | 7.80 % |

|  | 6.94 % |

|  | 5.91 % |

|  | 4.86 % |

|  | 4.36 % |

|  | 3.64 % |

|  | 2.47 % |

|  | 1.67 % |

|  | 0.27 % |

|  | 99.41 % |

|  | 100.00 % |

### Escaños por provincia
| Estados Provinciales  | Estados Provinciales   | Estados Provinciales | Estados Provinciales | Estados Provinciales | Estados Provinciales | Estados Provinciales | Estados Provinciales | Estados Provinciales | Estados Provinciales | Estados Provinciales | Estados Provinciales | Estados Provinciales | Estados Provinciales | Estados Provinciales  | Estados Provinciales | Ejecutivos provinciales |  |
| Provincia             | FVD                    | VVD                  | CDA                  | GL                   | PvdA                 | D66                  | PVV                  | SP                   | CU                   | SGP                  | PvdD                 | 50+                  | DENK                 | Partidos provinciales | Total                | Ejecutivos provinciales |  |
| --------------------- | ---------------------- | -------------------- | -------------------- | -------------------- | -------------------- | -------------------- | -------------------- | -------------------- | -------------------- | -------------------- | -------------------- | -------------------- | -------------------- | --------------------- | -------------------- | ----------------------- |  |
| Provincia             | Brabante Septentrional | 9                    | 10                   | 8                    | 5                    | 3                    | 5                    | 4                    | 5                    | 1                    | 1                    | 2                    | 2                    |                       | 1                    | 55                      |  |
| Drente                | 6                      | 6                    | 5                    | 4                    | 6                    | 2                    | 3                    | 3                    | 3                    |                      | 1                    | 1                    |                      | 1                     | 41                   |                         |  |
| Flevoland             | 8                      | 6                    | 3                    | 4                    | 3                    | 2                    | 4                    | 2                    | 3                    | 1                    | 2                    | 2                    | 1                    |                       | 41                   |                         |  |
| Frisia                | 6                      | 4                    | 8                    | 3                    | 6                    | 2                    | 3                    | 2                    | 3                    |                      | 1                    | 1                    |                      | 4                     | 43                   |                         |  |
| Groninga              | 5                      | 4                    | 3                    | 6                    | 5                    | 3                    | 2                    | 4                    | 4                    |                      | 1                    | 1                    |                      | 5                     | 43                   |                         |  |
| Güeldres              | 8                      | 8                    | 7                    | 6                    | 5                    | 4                    | 3                    | 3                    | 4                    | 3                    | 2                    | 2                    |                      |                       | 55                   |                         |  |
| Holanda Meridional    | 11                     | 10                   | 4                    | 5                    | 4                    | 5                    | 4                    | 2                    | 3                    | 2                    | 2                    | 2                    | 1                    |                       | 55                   |                         |  |
| Holanda Septentrional | 9                      | 9                    | 4                    | 9                    | 6                    | 6                    | 3                    | 3                    | 1                    |                      | 3                    | 1                    | 1                    |                       | 55                   |                         |  |
| Limburgo              | 7                      | 5                    | 9                    | 4                    | 3                    | 3                    | 7                    | 4                    |                      |                      | 2                    | 1                    |                      | 2                     | 47                   |                         |  |
| Overijssel            | 6                      | 6                    | 9                    | 5                    | 4                    | 3                    | 3                    | 3                    | 4                    | 2                    | 1                    | 1                    |                      |                       | 47                   |                         |  |
| Utrecht               | 6                      | 8                    | 5                    | 8                    | 4                    | 5                    | 2                    | 2                    | 4                    | 1                    | 2                    | 1                    | 1                    |                       | 49                   |                         |  |
| Zelanda               | 5                      | 4                    | 7                    | 2                    | 4                    | 1                    | 2                    | 2                    | 2                    | 5                    | 1                    | 2                    |                      | 2                     | 39                   |                         |  |
| Total                 | 86                     | 80                   | 72                   | 61                   | 53                   | 41                   | 40                   | 35                   | 31                   | 14                   | 20                   | 17                   | 4                    | 15                    | 570                  |                         |  |
| Total                 | 86                     | 80                   | 72                   | 61                   | 53                   | 41                   | 40                   | 35                   | 1                    |                      | 20                   | 17                   | 4                    | 15                    | 570                  |                         |  |

## Resultados por provincias

### Brabante Septentrional[5]
|  | 16.2 % |

|  | 14.5 % |

|  | 13.3 % |

|  | 9.2 % |

|  | 8.8 % |

|  | 8.7 % |

|  | 7.6 % |

|  | 6.4 % |

|  | 4.1 % |

|  | 3.7 % |

|  | 2.5 % |

|  | 1.9 % |

|  | 1.2 % |

|  | 1.0 % |

|  | 0.7 % |

|  | 0.3 % |

|  | 99.91 % |

|  | 100.00 % |